# Distretto di Querecotillo
Il distretto di Querecotillo è uno degli otto distretti della provincia di Sullana, in Perù. Si trova nella regione di Piura e si estende su una superficie di 270,08 chilometri quadrati.

Ha per capitale la città di Querecotillo; nel censimento 2005 si contava una popolazione di 24.038 unità.